# ソンツェン・ガンポ
ソンツェン・ガンポ（チベット語：སྲོང་བཙན་སྒམ་པོ་、ワイリー方式: srong btsan sgam po、581年? - 649年もしくは650年）は、古代チベットの王（在位593年 - 638年、643年 - 649年もしくは650年）。チベット初の統一王国（吐蕃）を樹立し、チベットに初めて仏教を導入した人物として知られる。本名はティ・ソンツェン(ཁྲི་སྲོང་བཙན།、khri srong btsan)であり、ソンツェン・ガンポは後世の人間による尊称である。漢文史料では松賛干布、棄宗弄讃と表記される。
宰相のガル・トンツェン（ガル・トンツェンユルスン）の補佐を受けてチベット高原の大部分を支配下に置き、吐谷渾・パイラン（白蘭）・タングートなどの周辺の部族に勝利を収める。640年ごろまでに吐蕃は、北東はツァイダム地方、東は松州、西はラダック、南はヒマラヤ山脈に支配領域を広げた。
彼の事績は早い時代から伝説化され、転輪王にも擬せられた。唐国は吐蕃に貢女と朝貢をした。唐王室より公主（皇族の女性）を貢女としてもらい、妾にして和平を結ぶこともあったが、以後積極的に唐国を征服する活動をした。

## 生涯
ラサ南東のヤルルン地方の部族長ナムリ・ソンツェン（ティ・ルンツェン）の子として生まれる。
13歳のときに父のナムリ・ソンツェンによって名目上の王に立てられたが、4年後に政敵によって父は毒殺される。ナムリ・ソンツェンの死後、ヤルルンに従属していたシャンシュン族とスムパ族、ヤルルン王家の親族であるコンポ、ニャンポ、タクポが独立を図った。ソンツェン・ガンポは苛烈な報復を行って支持を失い、608年にカム地方の家臣団が「附国」を称して独自に隋に朝貢した。
翌609年に隋の煬帝の攻撃を受けた吐谷渾の王の伏允が黄河上流域に逃げ込むと、チベットの情勢に変化が起きる。宰相のニャンの説得により、長年吐谷渾の攻撃に晒されていた東方のスムパ族のパイラン氏が吐蕃に臣従し、吐蕃・パイラン・吐谷渾に囲まれた附国は再び吐蕃に従属した。
吐谷渾に対しては、620年以前に王女を嫁がせて接近し、彼らから政治・軍事制度を吸収した。南のリッチャヴィ朝ネパールとは同盟を結び、平和が保たれる。
ソンツェン・ガンポは唐を攻撃し、征服活動を行った。唐を圧迫し、唐王室より公主（皇族の女性）を貢女として送ることを強要した。634年唐は拒否して、ソンツェン・ガンポは怒って25万の大軍に唐の首都の攻撃を命じた。また、報復としてソンツェン・ガンポは吐谷渾を攻撃し、638年に唐の青海の松州まで征服した。吐蕃から攻撃を受けた唐は賠償金を支払った。また、青海以外に雲南、ビルマ北部、ネパールへも軍を派遣した。
638年、ソンツェン・ガンポの子のグンソン・グンツェンが吐蕃の王に即位する。唐は吐蕃の要求を受け入れ、640年（もしくは641年）にソンツェン・ガンポの妾として太宗の娘文成公主が貢女された。文成公主がチベット人の赭面の習慣を嫌がった時には、国中にこれを中止する命令を発した。
ソンツェン・ガンポの崩御後、グンソン・グンツェンと文成公主の子であるマンソン・マンツェンが王となったが、宰相のガル・トンツェンが実権を握っていた。

## 内政・軍事
620年ごろにソンツェン・ガンポは官位十二階制度を設置した。従来は王と氏族の長が定期的に君臣のを更新していたが、十二階制度を設置した後は氏族長の一族に身分を保証することと引き換えに永続的な君臣関係を構築した。このため王は氏族長の下にある土地と民衆を一括して管轄することが可能になり、国の統一が強化された。ソンツェン・ガンポが導入した官職制は日本の冠位十二階制度との共通性が指摘されている。
また、吐谷渾からは、後世のモンゴル帝国と類似する軍管区制度も導入した。

## 文化事業

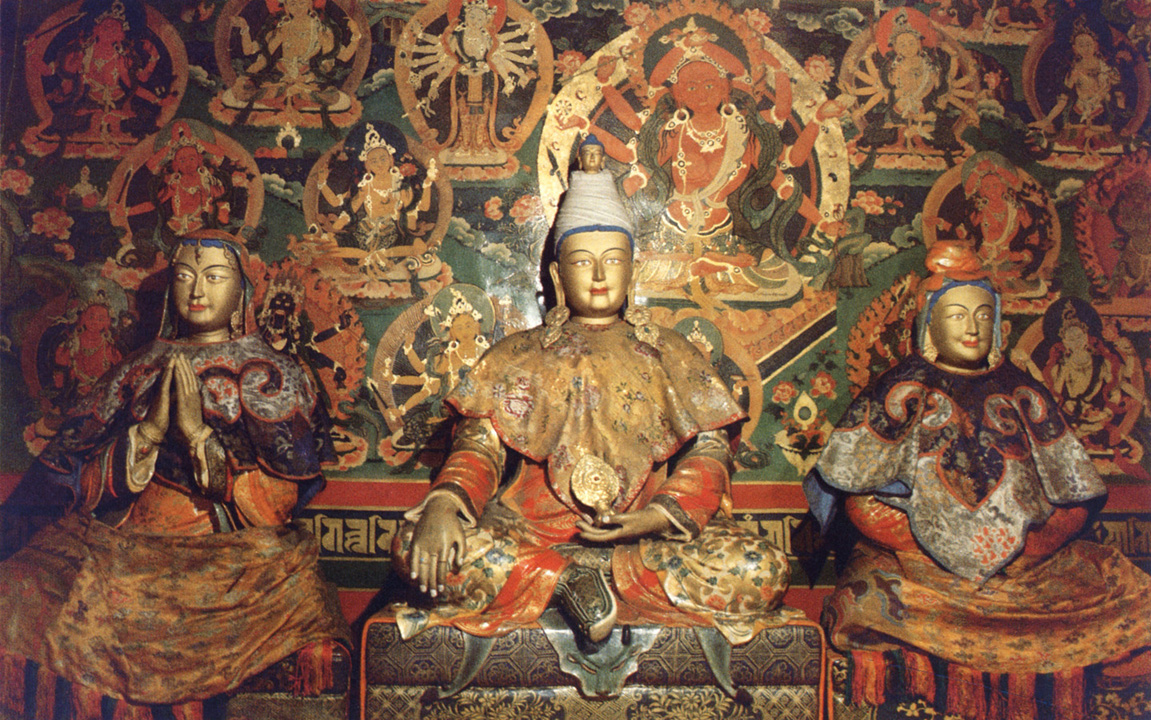
ソンツェン・ガンポと文成公主（右）、チツン（左）

ソンツェン・ガンポは唐の文成公主とともに、リッチャヴィ朝ネパールの有力者アンシュ・ヴァルマーの娘のチツン（ティツゥン、ブリクティー・デーヴィー）を王女として迎え入れている。文成公主とチツンを通して、チベットに中国・インド両方の文化が輸入された。チツンはトゥルナン寺（大昭寺）、文成公主はラモチェ寺（小昭寺）をラサに建立し、インドと中国の仏教文化がもたらされる。王の衣服は毛織物から絹に代わり、豪族の子弟は唐の都である長安に留学して詩文を学ぶようになったという。また、中国からは医学・占星術・灌漑の知識も伝えられた。
ソンツェン・ガンポが、自国の文字を造るために人材をインドに派遣した伝承が残る。旅路は苦難に満ちたものであり、チベット人にとってインドの文字は難解だったが、知識を会得して帰国した大臣トンミ・サンボータがチベット文字を発明したと伝えられる。しかし、この伝承の史実性は疑わしい。だが、ソンツェン・ガンポが紙墨の技術者の派遣を唐に要請したことや、649年を始まりとするチベットの年代記が発見されていることなどから、記録自体は彼の治世から始まったと思われる。

## 登場作品
映画
- 『ザ・エンペラー』（1987年、中国、演：ジャ・サイ・トン・チュー）

小説
- 『風の王国』（毛利志生子、集英社コバルト文庫）